# Emily Conte
Emily Conte (Dolo, 21 aprile 2002) è una discobola e martellista italiana.

## Progressione

### Lancio del disco
| Stagione | Misura  | Luogo    | Data      | Rank. Mond. |
| -------- | ------- | -------- | --------- | ----------- |
| 2024     | 56,86 m | Ptuj     | 21-5-2024 |             |
| 2023     | 57,11 m | Espoo    | 14-7-2023 |             |
| 2022     | 53,68 m | Modena   | 2-10-2022 |             |
| 2021     | 48.39 m | Molfetta | 28-2-2021 |             |
| 2020     | 43,76 m | Vicenza  | 7-8-2020  |             |
| 2019     | 35,80 m | Agropoli | 23-6-2019 |             |

### Lancio del martello
| Stagione | Misura  | Luogo            | Data      | Rank. Mond. |
| -------- | ------- | ---------------- | --------- | ----------- |
| 2024     | 58,70 m | Mariano Comense  | 24-2-2024 |             |
| 2023     | 61,98 m | Castelnovo Monti | 6-7-2023  |             |
| 2022     | 62,39 m | Mariano Comense  | 26-2-2022 |             |
| 2021     | 59,98 m | Grosseto         | 12-6-2021 |             |
| 2020     | 54,20 m | Grosseto         | 19-9-2020 |             |
| 2019     | 51,71 m | Lucca            | 23-2-2019 |             |
| 2018     | 43,34 m | Caorle           | 5-5-2018  |             |

## Palmarès
| Anno | Manifestazione   | Sede    | Evento              | Risultato      | Prestazione | Note  |
| ---- | ---------------- | ------- | ------------------- | -------------- | ----------- | ----- |
| 2021 | Europei U20      | Tallinn | Lancio del martello | 13ª (q)        | 58,94 m     |       |
| 2021 | Mondiali U20     | Nairobi | Lancio del martello | 16ª (q)        | 54,11 m     |       |
| 2022 | Mediterraneo U23 | Pescara | Lancio del martello | 4ª             | 59,15 m     | [ 1 ] |
| 2023 | Europei U23      | Espoo   | Lancio del disco    | 4ª             | 53,99 m     | [ 2 ] |
| 2024 | Europei          | Roma    | Lancio del disco    | Qualificazione | nm          |       |

## Campionati nazionali
- 1 volta campionessa nazionale assoluta del lancio del disco (2024)

2020
- Bronzo ai campionati italiani juniores (Grosseto), lancio del disco - 42,89 m
- Oro ai campionati italiani juniores (Grosseto), lancio del martello - 54,20 m

2021
- Oro ai campionati italiani juniores (Grosseto), lancio del disco - 47,00 m
- Argento ai campionati italiani juniores (Grosseto), lancio del martello - 59,98 m
- 8ª ai campionati italiani assoluti (Rovereto), lancio del disco - 47,25 m
- 5ª ai campionati italiani assoluti (Rovereto), lancio del martello - 59,24 m

2022
- Argento ai campionati italiani promesse (Firenze), lancio del disco - 53,18 m
- Oro ai campionati italiani promesse (Firenze), lancio del martello - 59,35 m
- 9ª ai campionati italiani assoluti (Rieti), lancio del disco - 65,55 m
- 6ª ai campionati italiani assoluti (Rieti), lancio del martello - 59,69 m

2023
- Oro ai campionati italiani promesse (Agropoli), lancio del disco - 53,74 m
- Argento ai campionati italiani promesse (Agropoli), lancio del martello - 58,69 m
- Bronzo ai campionati italiani assoluti (Molfetta), lancio del disco - 46,08 m
- 4ª ai campionati italiani assoluti (Molfetta), lancio del martello - 58,24 m

2024
- Oro ai campionati italiani assoluti (La Spezia), lancio del disco - 56,82 m

## Altre competizioni internazionali
2023
- Argento ai Coppa Europa di lanci under 23, ( Leiria), lancio del disco - 56,18 m m

2024
- Bronzo ai Coppa Europa di lanci under 23, ( Leiria), lancio del disco - 53,72 m